# København Håndbold
A København Håndbold (eredeti csapatnév: Copenhagen Handball) egy dán női kézilabdacsapat, amelynek székhelye Koppenhágában van.

## A csapat
A 2024-2025-ös szezon játékoskerete:
| Kapusok - 01 Martina Thörn (kismama) - 02 Bianca Schanssema - 20 Anne Christine Bossen Balszélsők - 06 Freja Cohrt - 07 Emilie Ytting Pedersen Jobbszélsők - 05 Clara Skøtt - 09 Ditte Bach Andersen Beállók - 10 - Pernille Brandenborg - 17 Tabea Schmid - 47 Agnes Hvidsten | Balátlövők - 04 Kim Molenar - 22 Stine Jørgensen (c) - 25 Tonje Løseth - 27 Sofie Flader (kismama) Irányítók - 11 Martha Nickelsen - 15 Emma Navne Jobbátlövők - 21 Helene Kindberg |

### Átigazolások
A 2025-2026-os szezont megelőzően:
| Érkezők | Távozók - Anne Christine Bossen (a Nykøbing Falster HK csapatához) - Emma Navne (a HØJ Elite csapatához) - Helene Kindberg (a Team Esbjerg csapatához) - Tabea Schmid (a Team Esbjerg csapatához) - Pernille Brandenborg (a Storhamar HE csapatához) |

## Korábbi játékosok
- Amalie Milling
- Andrea Ulrika Aagot Hansen
- Anne Cecilie de la Cour
- Anne Mette Hansen
- Anne Mette Pedersen
- Anne Tolstrup
- Annika Meyer
- Celine Lundbye Kristiansen
- Christina Elm
- Christina Krogshede
- Christina Pedersen
- Clara Skyum Thomsen
- Fie Woller
- Ida Götzsche
- Josephine Touray
- Louise Føns
- Louise Svalastog
- Mai Kragballe Nielsen
- Maria Lykkegaard
- Marianne Bonde
- Mia Møldrup
- Mia Rej
- Mie Augustesen
- Pernille Holmsgaard
- Siri Yde
- Sofie Bloch-Sørensen
- Stine Knudsen
- Silje Brøns Petersen
- Ine Karlsen Stangvik
- Kaja Røhne
- Karoline Lund
- Line Bjørnsen
- Maria Hjertner
- Marie Tømmerbakke
- Thea Mørk
- Edijana Dafe
- Hanna Blomstrand
- Jenny Alm
- Johanna Bundsen
- Linn Blohm
- Marie Wall
- Olivia Mellegård
- Sofia Hvenfelt
- Debbie Bont
- Kelly Dulfer
- Larissa Nüsser
- Myrthe Schoenaker
- Nyala Krullaars
- Paulina Uścinowicz
- Aimée von Pereira
- Katharina Filter

## Korábbi vezetőedzők
- Martin Albertsen (2013-2014)
- Reidar Møistad (2014-2016)
- Claus Mogensen (2016-2022)
- Rasmus Overby (2022-2023)
- Bo Spellerberg (2023-)

## A klub sikerei
- Dán liga:
  - Győztes:2018
  - Döntős:2017
- Dán kupa:
  - Döntős:2017
- Dán szuperkupa:
  - Győztes:2018